# Хегау
Хегау (на немски: Hegau) е вулканическа територия в южен Баден-Вюртемберг, Германия, северозападно от Боденското езеро. Намира се между Дунав, Боденското езеро, Рейн и кантона Шафхаузен в Швейцария.
Височината на Хегау е от 395 м на Боденското езеро до 924 м на швейцарската гранична планина Ранден. Център на района е град Зинген, до който се намира планината Хоентвил (686 м).
През средата на геоложката епоха миоцен (преди около 14 милиона години) започва в територията на Хегау силен вулканизъм. През епохата плейстоцен (преди около 150 хил. години) Хегау също е покрит от дебела ледена покривка. Така се образуват днешните планини. Около 1000 г. пр.н.е. тук се научават да произвеждат желязо. На територията на Хегау са населени келтите, сменени от свевите. През 15 г. римляните завладяват Хегау и територията е към римската провинция Реция. Около 260 г. германските алемани успяват да се населят в Хегау, но през 496 г. те са победени от франките с крал Хлодвиг I.
От 8 до 10 век графове на Хегенау са от родовете Удалрихинги и Хунфидинги. От втората половина на 11 век графството Хегенау е собственост на графовете на Пфулендорф и от 1180 г. е собственост на император Фридрих Барбароса.